# Communauté de communes Pays de Coulommiers
Die Communauté de communes Pays de Coulommiers ist ein ehemaliger französischer Gemeindeverband mit der Rechtsform einer Communauté de communes im Département Seine-et-Marne in der Region Île-de-France. Sie wurde am 15. Dezember 2016 gegründet und umfasste 24 Gemeinden. Der Verwaltungssitz befand sich im Ort Coulommiers.

## Historische Entwicklung
Der Gemeindeverband entstand mit Wirkung vom 1. Januar 2017 aus der Fusion der Vorgängerorganisationen
- Communauté de communes Pays de Coulommiers (vor 2017) und
- Communauté de communes Brie des Moulins.[1]

Trotz der Namensgleichheit mit der Vorgängerorganisation handelt es sich um eine Neugründung mit anderer Rechtspersönlichkeit.
Mit Wirkung vom 1. Januar 2018 fusionierte der Gemeindeverband mit der Communauté de communes du Pays Fertois und bildete so die Nachfolgeorganisation Communauté d’agglomération Coulommiers Pays de Brie.

## Ehemalige Mitgliedsgemeinden
1. Amillis
2. Aulnoy
3. Beautheil
4. Boissy-le-Châtel
5. La Celle-sur-Morin
6. Chailly-en-Brie
7. Chauffry
8. Chevru
9. Coulommiers
10. Dagny
11. Dammartin-sur-Tigeaux
12. Faremoutiers
13. Giremoutiers
14. Guérard
15. Hautefeuille
16. Maisoncelles-en-Brie
17. Marolles-en-Brie
18. Mauperthuis
19. Mouroux
20. Pézarches
21. Pommeuse
22. Saint-Augustin
23. Saints
24. Touquin